# James E. Davis
Pour les articles homonymes, voir James Davis (homonymie) et Davis.
 (novembre 2017).
Si vous disposez d'ouvrages ou d'articles de référence ou si vous connaissez des sites web de qualité traitant du thème abordé ici, merci de compléter l'article en donnant les références utiles à sa vérifiabilité et en les liant à la section « Notes et références ».
James Edgar Davis, né en 1889 et mort le 20 juin 1949, est un officier de police américain qui exerça comme chef du département de police de Los Angeles (LAPD) de 1926 à 1929, et de 1933 à 1939. 
Pendant son premier mandat, Davis place l'accent sur la formation de ses agents, aux armes à feu. Sous Davis, le LAPD s'appuie sur la force brute pour imposer l'ordre public. Il s'implique également dans la lutte contre la corruption qui gangrène ses services. 

## Biographie

### Premier mandat
James E. Davis se fait un nom dans le département, comme responsable de la brigade des mœurs durant la Prohibition. Sa première initiative est de créer une « escouade armée » composée de 50 policiers. Il déclare publiquement que « Les bandits et les trafiquants de rhum apprendront que le meurtre et les règlements de compte sont les plus hostiles à leur intérêt ». Davis déclare que le LAPD tient un tribunal dans les rues de Los Angeles : « Je veux qu'ils soient amenés morts, pas vivants et réprimander tout officier qui montre la moindre pitié envers un criminel ». Il gagne rapidement le surnom de « Two-Gun Davis ».  
Les principales cibles de Davis sont les pourvoyeurs de vice, les radicaux et les vagabonds. Davis est un partisan de l'utilisation de la radio dans le travail de la police. En 1929, il ordonne à son personnel d'expérimenter son utilisation. Cependant, c'est son successeur, Roy E. Steckel, qui opte pour son installation dans les véhicules de patrouille. 
Davis est impliqué dans le scandale entourant l'affaire Christine Collins liée aux meurtres de Wineville, une série d'enlèvements et de meurtres de jeunes garçons survenus dans la ville de Los Angeles et dans le comté de Riverside en Californie entre 1926 et 1928.

### Deuxième mandat
Après avoir été remplacé par Roy E. Steckel, Davis effectue un second mandat de 1933 à 1939. Il acquiert une réputation de réformiste. Il renvoie 245 policiers pour inconduite au cours des quatre premières années de son second mandat. Cependant, Davis doit servir l'un des maires les plus corrompus de l'histoire de Los Angeles, Frank L. Shaw, qui a été élu malgré l'opposition de la famille d'Harry Chandler, des conservateurs qui possèdent le puissant journal Los Angeles Times.  
Pour s'attirer les faveurs des Chandler, Shaw nomme Davis. Chandler est farouchement contre les revendications syndicales et Davis peut fournir des troupes afin de décourager les mouvements de grève. Dans ce cadre, Davis forme une « escouade rouge » afin « d'enquêter et de contrôler les activités radicales, les grèves et les émeutes ». Le positionnement de Davis se résume ainsi : « Plus les policiers les battent et détruisent leur quartier général, mieux ce sera, les communistes n'ont pas de droits constitutionnels et je n'écouterai personne qui les défend. »
Le maire Shaw nomme son directeur de campagne, James « Sunny Jimmy » Bolger, au poste de secrétaire de Davis, afin de garder le contrôle. Toutefois, sous Davis, le LAPD s'embourbe dans la corruption, devenant des agents actifs du vice. 
Pendant plusieurs mois, en 1936, Davis envoie le LAPD à la frontière entre la Californie et l'Arizona pour tenter d'arrêter le flux de migrants. Ces migrants sont communément appelés « Okies », du nom des premiers migrants qui ont fui l'Oklahoma après que l'état a été ravagé par le Dust Bowl.

### Réformes
En 1933, Davis transforme l'aire de tir et les installations connexes du Los Angeles Police Revolver and Athletic Club (LAPRAAC) à Elysian Park en un véritable centre d'entraînement pour les recrues. De 1935 à 1995, toutes les recrues sont formées à Elysian Park, avant que le nouveau centre de formation des recrues ne soit ouvert à Westchester. Les installations d'Elysian Park, héritage du chef Davis, continuent d'être utilisées pour la formation continue. Les règles et règlements de la nouvelle Académie de police sont rédigés par le lieutenant William H. Parker, qui va devenir chef de la police en 1950. 
Parker rédige des réformes de la fonction publique adoptées dans la charte de la ville, conçue pour protéger le chef et le personnel de police contre l'ingérence politique. L'amendement 14-A de la Charte, qui a été adopté en avril 1937, a modifié l'article 1999 de la Charte afin que le chef de police ne puisse être révoqué sans une audience devant le Conseil des commissaires de L.A.

### Lutte contre le crime
Pendant le deuxième mandat de Davis, le gangster Bugsy Siegel arrive à Los Angeles, mandaté par le Syndicat du Crime pour mettre la Californie du Sud sous son contrôle. Pour épauler Siegel, Mickey Cohen vient également à Los Angeles. Siegel prend rapidement le contrôle des opérations dans la région, ce qui le met en porte-à-faux avec les racketteurs locaux, en particulier Jack Dragna et Guy McAfee. 
En 1938, McAfee et ses autres associés déménagent leurs opérations à Las Vegas, ouvrant la voie à Siegel et à ses partenaires de la côte Est. Après l'assassinat de Siegel en juin 1947, Cohen est sacré chef des opérations du syndicat national dans le Sud-Ouest - un mouvement qui déclenche une guerre des gangs à Los Angeles. 
La corruption au sein du service prospère. Le successeur de Davis, Clemence B. Horrall, prend sa retraite le 28 juin 1949, au milieu d'un vaste scandale qui éclate lorsque le sergent Charles Stoker témoigne que la mère maquerelle d'Hollywood, Brenda Allen, a versé une indemnité de protection à des officiers supérieurs du LAPD qui relevaient directement du chef.

### Cas de corruption
En 1937, le restaurateur Clifford Clinton, un homme d'affaires qui dirige une chaîne de restaurants de style fast food, se fait nommer au sein du grand jury du comté de Los Angeles. Clinton exige une enquête sur le vice qui gangrenait Los Angeles, ce qui est refusé par le responsable du grand jury. Irrité, il part voir le maire Shaw, qui approuve un comité indépendant, le CIVIC (Citizens Independent Vice Investigating Committee) malgré les objections de Davis. 
Politicien corrompu, Shaw regrette sa décision. CIVIC et ses citoyens volontaires découvrent que le vice sévis à Los Angeles. Les profits de 600 maisons closes, de 1 800 opérations de bookmaker, de 23 000 machines à sous et la prostitution sont utilisés pour financer des élections politiques, et le LAPD travaille main dans la main avec la pègre. Le grand jury rejette le rapport du CIVIC et après avoir demandé l'avis du juge Fletcher Bowron de la Cour supérieure, le CIVIC publie un rapport minoritaire qui n'est publié qu'après l'intervention de Bowron.
À la suite de cela, Clinton est harcelé par les fonctionnaires de la ville, qui augmentent ses taxes et lui refusent une licence pour ouvrir de nouvelles cafétérias, tandis que le Los Angeles Times lance des attaques personnelles à son encontre ainsi que contre sa chaîne de restaurants. Puis sa maison est bombardée, probablement par des membres de l'escouade des renseignements secrets du LAPD. L'escouade met également sur écoute la maison de Clinton, ainsi que la maison du juge Bowron et d'autres membres du mouvement de réforme.
Un deuxième événement fait tomber Shaw. L'enquêteur Harry Raymond, un ancien policier qui travaille comme enquêteur privé et qui enquête sur l'administration de Shaw, survit à un attentat à la voiture piégée, le 14 janvier 1937. Le capitaine Earl Kynette du LAPD, commandite l'attentat. Le LAPD et le Los Angeles Times, qui sont de connivence avec le district attorney, déclarent que l'attentat est un coup de publicité organisé par Clinton et Raymond, mais des témoins proclament que la police a surveillé la maison de Clinton. Sept membres de l'équipe de renseignement refusent de témoigner devant le grand jury, faisant valoir leur droit de ne pas s'incriminer. Kynette est plus tard reconnu coupable de l'attentat.
Le district attorney Buron Fitts (en) et Davis entamèrent une enquête sommaire qui conduit le directeur de la Chambre de Commerce de Los Angeles, à envoyer une lettre au sénateur américain Hiram Johnson, qui qualifie Fitts de psychopathe. Le tollé suscité par le public amène le maire Shaw à être destitué par les électeurs en 1938 et le juge Bowron est élu maire.
Davis témoigne au procès du capitaine Kynette. Il révèle que le LAPD mene une vaste opération de renseignement visant non seulement les réformateurs, mais aussi les politiciens, les juges et même un agent fédéral enquêtant sur la corruption à San Francisco. Davis est démis de ses fonctions par le maire Bowron, qui ensuite licencie de nombreux officiers supérieurs.

### Décès
Davis est victime d'un accident vasculaire cérébral dans son ranch du Montana, en 1949.